# Frankfurter Tor
Frankfurter Tor (pol. Brama Frankfurcka) – plac w Berlinie, w dzielnicy Friedrichshain, w okręgu administracyjnym Friedrichshain-Kreuzberg. Znajduje się w miejscu skrzyżowania ulic: Frankfurter Allee i Karl-Marx-Allee z Petersburger Straße i Warschauer Straße. Przecinają się tu drogi krajowe B1/B5 z B96. Pod skrzyżowaniem znajduje się stacja metra o tej samej nazwie.
Plac podlega ochronie jako obiekt zabytkowy. Charakterystyczne dwie wieże stanowią początek Karl-Marx-Allee.